# Philip Mangano
Filippo Mangano, francisé en Philip Mangano, (né le 19 avril 1898 à Palerme, en Sicile et mort le 19 avril 1951 à New York) est un criminel italien, qui fut le consigliere de la Famille Mangano de 1931 à 1951.
Avec son frère Vincent The Executioner comme boss, il fut aux commandes pendant vingt ans et contribua à l'essor de la famille Gambino. Ils étaient tous deux les poulains de Giuseppe Battista Balsamo.
Filippo Phil Mangano et son frère Vincent furent tous les deux assassinés en 1951 sur ordre d'Albert Anastasia, l'underboss de Vincent. Le corps de Filippo fut retrouvé à Jamaica Bay, dans Brooklyn, six jours après son 53e anniversaire.